# Haragszik az édesanyám
A Haragszik az édesanyám kezdetű csárdást Szirmay Károly gyűjtötte Erdélyben.
Feldolgozás:
| Szerző        | Mire          | Mű                    |
| ------------- | ------------- | --------------------- |
| Farkas Ferenc | ének, zongora | 50 csárdás, 43. kotta |

## Kotta és dallam
| Haragszik az édesanyám, mért járok a lányok után. Ne haragudj, édesanyám, utánad is járt az apám, néhanapján, valaha. | Haragusznak rám a lányok, mert a menyecskékhez járok. Ne haragudjatok, lányok, utánatok is eljárok néha napján valaha. |

Az első versszak második sora, ha lány énekli:
legény jár a lánya után.

## Felvételek
- Haragszik az édesanyám. Énekel: Gyöngyösi Kiss Anna, kísér: Sicki Farkas Jenő  Magyar Nóta Klub (Hozzáférés: 2016. február 28.) (videó)
- Népdal információ. www.cimbalom.nl (Hozzáférés: 2016. február 28.) (audió) arch
  - népdal stílus Archiválva 2016. március 7-i dátummal a Wayback Machine-ben
  - csárdás stílus Archiválva 2016. március 7-i dátummal a Wayback Machine-ben
- Haragszik az édesanyám, miért járok a lányok után. Újvárosi Lakodalmas  YouTube (2016. február 14.)  (Hozzáférés: 2016. február 28.) (audió) 1:25-ig.